# Răscoala din Galiția (1846)

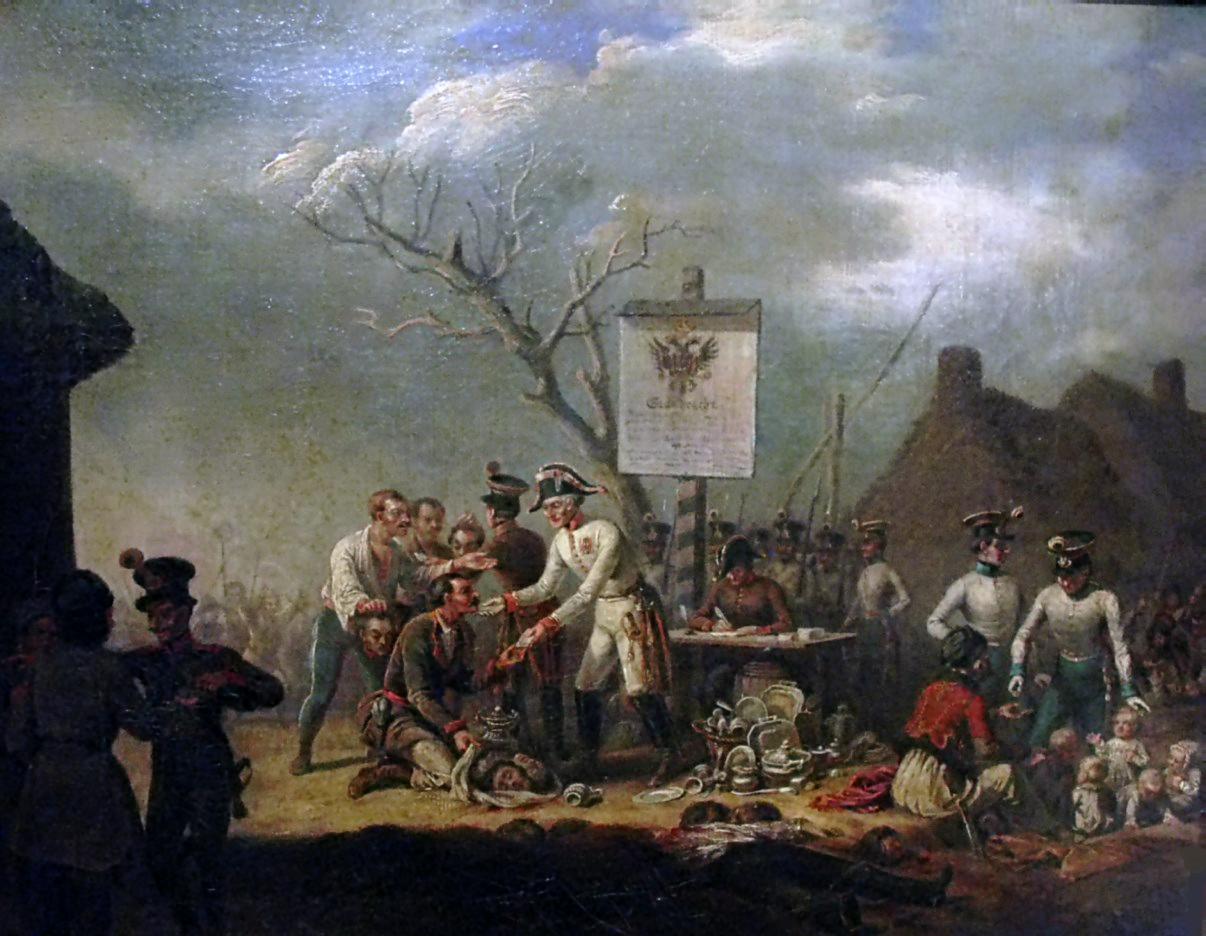
Masacrul din Galiția, de Jan Lewicki (1795–1871)

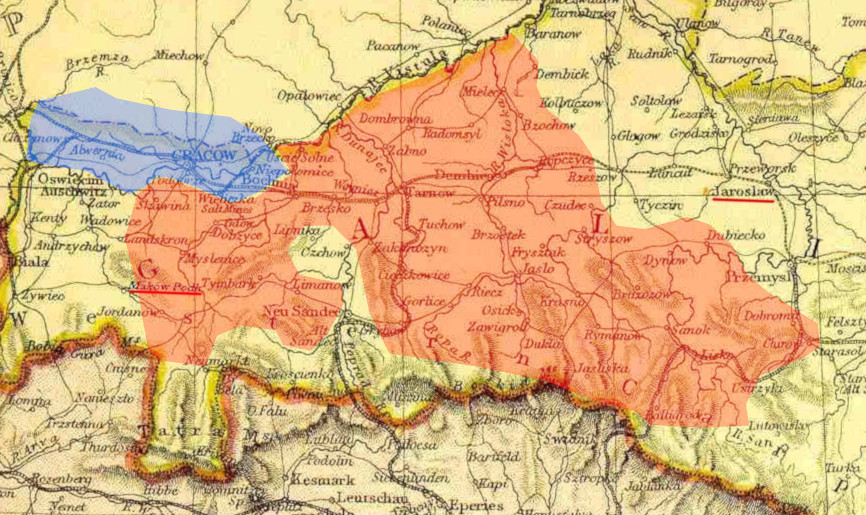
Teatrul de război al răscoalei țărănești din Galiția din 1846 (roșu) în raport cu cel al Revoltei din Cracovia (albastru)

Răscoala țărănească din 1846, cunoscută și sub numele de Masacrul din Galiția sau de Răscoala lui Szela, (în germană Galizischer Bauernaufstand; în poloneză Rzeź galicyjska sau Rabacja galicyjska) a fost o răscoală întinsă pe durata a două luni a țăranilor galițieni,[a] care a condus la înăbușirea revoltei șleahtei (Revolta din Cracovia) și masacrarea nobililor polonezi de pe teritoriul austriac al Galiției la începutul anului 1846. Răscoala, care a durat din februarie până în martie, a afectat cel mai puternic zona aflată în jurul orașului Tarnów.
A fost o revoltă îndreptată împotriva iobăgiei și a comportamentului opresiv al nobililor polonezi; țăranii galițieni au ucis aproximativ 1.000 de nobili și au distrus aproximativ 500 de conace. Guvernul austriac s-a folosit de această răscoală țărănească pentru a-i decima pe nobilii polonezi naționaliști, care organizau o acțiune militară împotriva Austriei.

## Context
Nobilii (szlachta) și intelectualii patrioți polonezi din Orașul Liber semiautonom Cracovia (aflat sub ocupație austriacă) au plănuit organizarea unei răscoale generale pe întregul teritoriu al Poloniei, care fusese împărțit între Prusia, Austria și Rusia, intenționând astfel să restabilească un stat polonez independent. O răscoală similară a nobilimii a fost planificată în orașul Poznań (aflat sub ocupație germană), însă poliția i-a prins repede pe conducători. Revolta din Cracovia a început în noaptea de 20 februarie 1846 și a obținut inițial unele mici succese.
Între timp, recoltele agricole slabe din ultima vreme au cauzat tulburări semnificative în rândul țărănimii locale.

## Răscoala
Revolta din Cracovia a fost scânteia care a declanșat răscoala țăranilor. Insurgenții nobili i-au chemat pe țărani la luptă, amintindu-le de eroul popular Tadeusz Kościuszko și promițându-le sfârșitul iobăgiei. Unii țărani s-au aliat cu nobilii, convinși de promisiunile acestora. Istoricii Olga Narkiewicz și Hans Henning Hahn au remarcat, printre alții, că mulți țărani din jurul Cracoviei, care și-au adus aminte de promisiunile făcute de Kościuszko soldaților țărani ce au luptat alături de el, au sprijinit rebeliunea nobililor polonezi. O altă relatare istorică menționează că țăranii munteni din Chochołów s-au adunat sub un steag polonez și au luptat împotriva austriecilor.
Majoritatea surselor sunt de acord că austriecii i-au încurajat pe țărani să se răscoale. Unele surse menționează acțiunile administrației austriece din orașul Tarnów, în special ale unui funcționar identificat ca ofițerul districtual Johann Breindl von Wallerstein. Funcționarul Wallerstein l-a abordat pe conducătorul răscoalei țărănești, Jakub Szela, promițând sfârșitul îndatoririlor feudale ale șerbilor dacă ajută armata austriacă să înăbușe rebeliunea nobililor polonezi și plata unor sume de bani și a unor cantități de sare pentru capetele nobililor. Hahn observă că „în general este acceptat ca dovedit faptul că autoritățile austriece au exploatat în mod deliberat nemulțumirea țăranilor pentru a înăbuși revolta națională”. Magosci și colab. scriu că „majoritatea contemporanilor au condamnat perfidia autorităților austriece pentru folosirea țărănimii în scopuri contrarevoluționare”.
Este ironic, menționează istoricul Eric Hobsbawm, că țăranii și-au îndreptat furia asupra revoluționarilor, care militau pentru îmbunătățirea situației țăranilor. Idealurile progresiste ale insurgenților polonezi au fost lăudate, printre alții, de Karl Marx, care a numit revolta poloneză o „mișcare profund democratică ce avea ca scop reforma funciară și alte chestiuni sociale presante”. Așa cum au remarcat mai mulți istorici, acțiunea țăranilor nu a fost motivată de loialitatea lor față de austrieci, ci de revolta împotriva sistemului feudal opresiv, ai cărui principali reprezentanți și beneficiari în regiunea galițiană erau nobilii polonezi. Wolff a avut o poziție diferită, susținând că autoritățile austriece au avut probabil o influență mai mare asupra țăranilor, care au observat în ultimele decenii o serie de îmbunătățiri ale condițiilor lor de viață, pe care le-au asociat cu noua administrație austriacă.

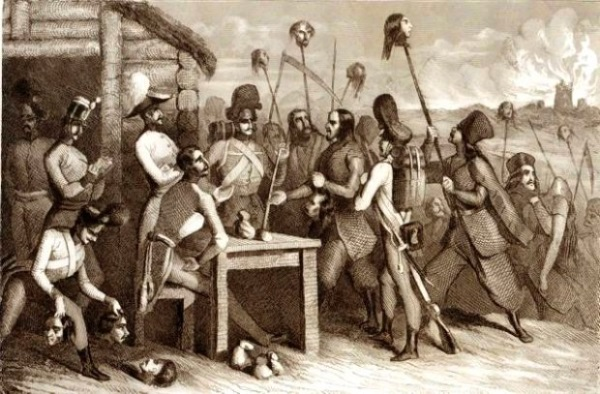
Țăranii erau plătiți cu bani și sare pentru capetele nobililor

Bideleux și Jeffries (2007) nu sunt de acord cu această opinie, menționând cercetările istorice din 1989 ale lui Alan Sked care susțin că „autoritățile habsburgice - în ciuda acuzațiilor ulterioare de complicitate - nu știau nimic despre ceea ce se întâmplă și erau îngroziți de rezultatele setei de sânge”. Hahn notează că, în timpul evenimentelor din 1846 „administrația austriacă a jucat un rol dubios care încă nu a fost explicat complet până în zilele noastre”.
Răsculații au ajutat, de asemenea, armata austriacă la înfrângerea insurgenților în Bătălia de la Gdów.
Țăranii au atacat conacele nobililor conducători ai revoltei, precum și pe cele ale unor nobili suspecți de implicare în rebeliune și au ucis mai multe sute de moșieri și membri ai familiilor acestora; se estimează că aproximativ 90% din conacele situate în regiunea Tarnów au fost distruse. Cel puțin 470 de conace au fost distruse. În ceea ce privește numărul victimelor, se estimează că au fost uciși între 1.000 și 2.000 de nobili și de administratori ai acestora. Jezierski observă că majoritatea victimelor nu erau nobili (el estimează că numărul nobililor uciși a fost aproximativ 200), ci slujbașii lor apropiați. Majoritatea victimelor nu au avut o legătură directă cu insurgenții polonezi decât că făceau parte din aceeași clasă socială. (Davies notează, de asemenea, că în apropierea orașului Bochnia, țăranii agitați i-au atacat și pe funcționarii austrieci.) Bideleux și Jeffries analizează numărul total de victime și menționează că „s-au pierdut peste două mii de vieți de ambele părți”, ceea ce sugerează că majoritatea victimelor aparțineau nobilimii poloneze.
Răscoala a fost în cele din urmă înăbușită de trupele austriece. Relatările cu privire la pacificare diferă. Bideleux și Jeffries notează că răscoala a fost „înăbușită cu brutalitate de trupele austriece”. Jezierski susține că autoritățile militare i-au biciuit pe țărani. Nance descrie arestarea și exilarea țăranilor munteni antiaustrieci din Chochołów. Magocsi și colab. notează că țăranii au fost pedepsiți, fiind obligați să-și reia obligațiile feudale, în timp ce conducătorul lor, Szela, a primit o medalie și o bucată de pământ.

## Urmări
În ciuda promisiunilor făcute țăranilor, iobăgia, inclusiv corvoada, au continuat să existe în Galiția până în 1848, iar masacrarea nobililor polonezi în 1846 a avut un rol important în desființarea acestor servituți feudale. Distrugerea recoltelor agricole în timpul ostilităților a determinat o perioadă de foamete. La puțin timp după înăbușirea răscoalei, Orașul Liber Cracovia a fost desființat și încorporat în Regatul Galiției și Lodomeriei.
Această răscoală a fost o lecție pentru nobilii și reformatorii polonezi că succesul acțiunilor politice trebuie să se bazeze pe unirea claselor sociale în jurul aceluiași ideal și că nu poate exista o așteptare ca țăranii să susțină idealul național al independenței Poloniei fără a beneficia de educație și reforme social-economice.
Masacrarea nobililor în 1846 este amintirea istorică care bântuie piesa Nunta (1901) a lui Stanisław Wyspiański. Răscoala a fost descrisă, de asemenea, în povestirile „Der Kreisphysikus” și „Jacob Szela” scrise de Marie von Ebner-Eschenbach.

## Notă explicativă
a ^ Naționalitatea țăranilor este o chestiune complexă. O serie de surse susțin că țăranii erau polonezi. Hahn notează că țăranii din regiunea afectată de răscoală nu erau ruteni, ci mai degrabă „catolici vorbitori de poloneză”. Alții remarcă, însă, faptul că țăranii aveau o identitate națională scăzută și se considerau mazurieni; astfel, pe la sfârșitul Primului Război Mondial, unul dintre țărani afirma următoarele: „Țăranii mai în vârstă se numeau ei înșiși mazurieni, iar limba vorbită o numeau mazuriană... Eu însumi nu știam că sunt polonez până când am început să citesc cărți și ziare și mă gândesc că și alți săteni au ajuns să conștientizeze atașamentul național în același mod.” În schimb, Wolff preferă să vorbească despre „țăranii galițieni”.